# ジャン・ジュール・ランダン

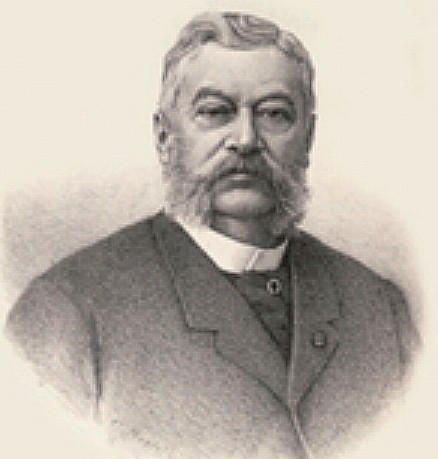
Jean Jules Linden

ジャン・ジュール・ランダン（Jean Jules Linden、1817年2月12日 - 1898年1月12日）はベルギーの植物学者、探検家、園芸家、園芸商である。ランの専門家で、多くの著作がある。

## 略歴
ルクセンブルクに生まれた。ルクセンブルクのl'Athénée Royalで学んだ後、ブリュッセル自由大学の理学部で学んだ。1835年にベルギー政府が南米の科学調査の参加者を募集したときに志願し、ニコラス・ファンク（Nicolas Funck）、オーギュスト・ギエスブレットとともに、1835年9月にアントワープを出発し、12月末にリオデジャネイロに到着した。1837年3月までブラジルで動植物の採集を行った。この探検の間にランダンの生涯にわたるランの研究が始まった。
ベルギーに帰国した、わずか6ヶ月後に、ランダンらの3人は再び海外の採集旅行に向かい、キューバ、メキシコの動植物を採集した。探検はランダンが黄熱病に罹患した1840年まで中米に留まった。野生のランの自然の状態での生育の環境の詳細な観察から、ヨーロッパでのランの栽培技術に革新をもたらした。それまで、必要以上に高い温度の温室で栽培が試みられたことから、ランの枯死率は高かった。イギリスの植物学者のジョン・リンドリーも採集した植物の生息地の、詳細な環境を調べた。
短い間、ブリュッセル動植物園の園長を務めた後、ランの栽培に専念し、温度の異なる3つの温室で各種のランを育てた。園芸商として成功し、一時はブリュッセル、ヘント、パリに支店を持ち、ロンドンやパリ、サンクトペテルブルクの展覧会で賞を受賞し、多くのランとその栽培に関する著書を書いた。
ラン科の種、Phalaenopsis lindenii LoherやDendrophylax lindenii (Lindl.) Benth. ex Rolfeなどに献名されている。 

## 著作
- L’Illustration Horticole, Journal spécial des Serres et des Jardins, Gent-Brüssel 1854-1884 (Herausgegeben zusammen mit Charles Lemaire und Ambroise Verschaffelt. Nachdrucke 1868-1896; Lithographien von: Alfred Goosens, P. De Pannemaeker und J. Goffart).
- Pescatorea - Iconographie des Orchidées, 1854-1860, Brüssel 1860 (Reprint: Naturalia Publications, Turriers, 1994, 155 S.)
- Lindenia - Iconographie des Orchidées, 17 Bände, Brüssel, 1885-1906 (unter der alleinigen Leitung von Jean Linden von 1885 bis 1896, danach unter der Leitung seines Sohnes Lucien Linden).